# Brandungswelle
Als Brandungswellen werden sämtliche unregelmäßigen Formen von Wasserspiegelauslenkungen verstanden, die infolge der Wechselwirkungen des Meereswassers mit der Atmosphäre und mit dem Meeresboden in Küstennähe auftreten.
Während die zur Erzeugung der Wasserwellen erforderliche Energie auf offenem Meer vom Wind über hunderte von Kilometern auf die Wasseroberfläche übertragen wird, erfolgt der Abbau dieser Energie beim Brandungsvorgang je nach Küstenformation auf kurzer Distanz. Je schmaler die Brandungszone, desto intensiver ist der Energieumsatz unter Ausübung ggf. verheerender Formänderungskräfte. Bei periodischen Wellen wird durch die Randbedingung eines geneigten Bodens eine kontinuierliche Verformung der Welle bewirkt, bis sie schließlich bricht und anschließend den Wellenauflauf erzeugt.
Dabei stellt das Wellenbrechen bei Brandungswellen das markanteste Phänomen dar. Der Brechprozess selbst ist gekennzeichnet durch die Kinematik der Orbitalbewegung der sich bis zum Brechpunkt kontinuierlich verformenden Welle. Sowohl das Verhältnis der momentanen Orbitalgeschwindigkeit zur momentanen Wellenfortschrittsgeschwindigkeit als auch das Verhältnis der Orbitalbeschleunigung zur Schwerebeschleunigung ist von Bedeutung. Nach dem Brechen auf flach geneigtem Strand ausbrandende Wellen (auch Schwall genannt) werden durch den instationären Rückstrom (auch Sog genannt) beeinflusst. Mit dem Schwall kann Sand (aber auch Material gröberer Kornfraktionen) transportiert werden, welches zu einer Strandversetzung führt. Der Sog nimmt das feine Material wieder mit.